# Houston (Alaska)
Pour les articles homonymes, voir Houston (homonymie).
Houston est une ville d'Alaska aux États-Unis, dans le Borough de Matanuska-Susitna, qui fait partie de la zone métropolitaine d'Anchorage. Lors du recensement de 2010, elle comptait 1 912 habitants.

## Situation - climat
Elle est située sur la George Parks Highway à 29 km de Wasilla et à 92 km au nord d'Anchorage.
Les températures moyennes de janvier vont de −36 °C à 1 °C et de 6 °C à 28 °C en juillet.

## Histoire
Si le transport des marchandises vers la zone minière de Willow Creek existait déjà, le lieu fut nommé pour la première fois sur le trajet de l'Alaska Railroad en 1917 et devint une ville en 1966 alors que plusieurs mines de charbon étaient exploitées en 1917-1918.
Actuellement, la ville est le point de départ de nombreuses excursions en direction des lacs et des montagnes voisines l'été, ainsi qu'un lieu de loisirs en hiver pour les courses de traineaux.
En juin 1996, un incendie s'étendit sur 150 km2, détruisant 433 maisons.

## Démographie
| Groupe               | Houston | Alaska | États-Unis |
| -------------------- | ------- | ------ | ---------- |
| Blancs               | 82,2    | 66,7   | 72,4       |
| Métis                | 8,9     | 7,3    | 2,9        |
| Autochtones d'Alaska | 6,7     | 14,8   | 0,9        |
| Autres               | 1,1     | 1,6    | 6,2        |
| Asiatiques           | 0,6     | 5,4    | 4,8        |
| Afro-Américains      | 0,4     | 3,3    | 12,6       |
| Océaniens            | 0,2     | 1,1    | 0,2        |
| Total                | 100     | 100    | 100        |
|                      |         |        |            |
| Latino-Américains    | 3,4     | 5,5    | 16,7       |

| 1970 | 1980 | 1990 | 2000  | 2010  | - |
| ---- | ---- | ---- | ----- | ----- | - |
| 69   | 370  | 697  | 1 202 | 1 912 | - |